# Kriegserklärung Deutschlands und Italiens an die Vereinigten Staaten
Die Kriegserklärung Deutschlands und Italiens an die Vereinigten Staaten fand am 11. Dezember 1941 während des Zweiten Weltkriegs statt. Sie folgte vier Tage nach dem Angriff auf Pearl Harbor und der Kriegserklärung Japans an die Vereinigten Staaten und das Vereinigte Königreich. Damit wurden die USA in diesen Weltkrieg einbezogen und es kam zu einer massiven Veränderung der strategischen Lage in Europa - also nicht nur im Konflikt zwischen Japan und den USA.

## Vorgeschichte

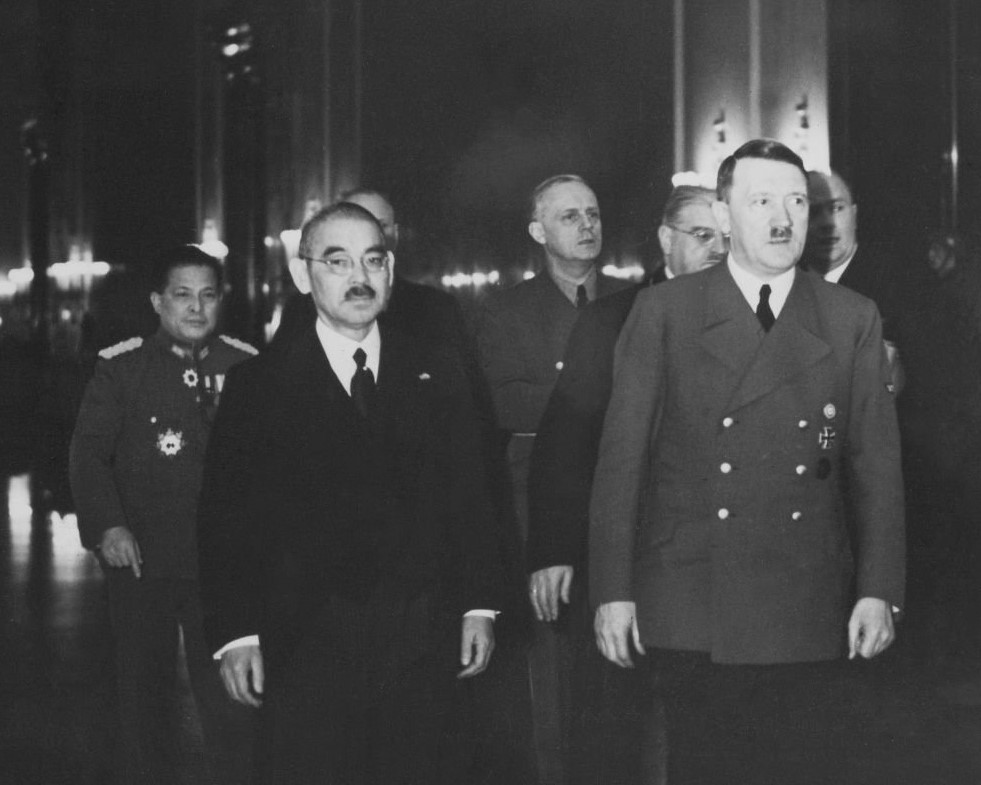
Außenminister Matsuoka und Hitler, März 1941

Mit dem Zerstörer-für-Stützpunkte-Abkommen von September 1940 und dem Leih- und Pachtgesetz von Februar 1941 unterstützten die Vereinigten Staaten das Vereinigte Königreich wirtschaftlich und mit Kriegsmaterial. Hitler wollte Amerika aus dem Krieg heraushalten, um mit der geplanten „Zertrümmerung Russlands“ (Unternehmen Barbarossa) den Krieg in Europa auf das Vereinigte Königreich beschränkt weiterführen zu können. Der Zusammenbruch Russlands würde Japan entlasten, das dann die Briten in Singapur angreifen könnte. Die japanische Expansion im Pazifik wurde als Gefahr für Amerika zu einem Bestandteil der deutschen Strategie. Mit der Weisung Nr. 24 vom 5. März 1941 über die Zusammenarbeit mit Japan erklärte Hitler, dass Japan zum aktiven Handeln in Fernost ermutigt werden sollte, was starke englische Kräfte binden und die Aufmerksamkeit der USA nach dem Pazifik ablenken würde. Ende März versuchten Hitler und Ribbentrop – unsicher über die japanischen Absichten nach dem Abschluss des Dreimächtepaktes – beim Besuch des japanischen Außenministers Matsuoka Yōsuke vergeblich, Japan zu einem entscheidenden Schlag gegen Singapur zu bewegen. Das hätte Roosevelt in eine schwierige Lage gebracht und wahrscheinlich aus dem europäischen Krieg ferngehalten. Für den Fall einer japanisch-amerikanischen Konfrontation versprach Hitler, würde Deutschland unverzüglich eingreifen.
Die Ausweitung der amerikanischen Sicherheitszone und der deutschen Kampfzone für U-Boote auf Island und der amerikanische Geleitschutz von Nordatlantikkonvois führten zu gefährlichen Zwischenfällen, wobei die amerikanische Zurückhaltung nach der Versenkung der Robin Moor durch U 69 im Mai 1941 in Berlin mit Erleichterung aufgenommen wurde. Hitler wollte wegen des vorrangigen strategischen Krieges gegen Russland Zwischenfälle mit den USA ausschließen und bekräftigte das Verbot von Angriffen auf amerikanische Schiffe. Weitere Zwischenfälle im Nordatlantik wie die Torpedierung der Kearny und die Versenkung der Reuben James ereigneten sich im Oktober 1941 und führten nicht dazu, dass Deutschland oder Amerika die Schwelle zum Krieg überschreiten wollten.
Im Herbst 1941 schwanden die deutschen Aussichten auf einen raschen Sieg gegen Russland angesichts des Wintereinbruchs und gleichzeitig nahm aus deutscher Sicht die Gefahr zu, dass „jüdische Kriegstreiber“ die rasch aufrüstenden Vereinigten Staaten in den Krieg treiben würden. Die Hoffnung Hitlers, dass sich Japan an einer Zerschlagung der Sowjetunion beteiligen würde, um sich anschließend im Pazifik gegen die USA zu wenden, hatte sich auch nicht erfüllt. Die japanischen Absichten blieben Hitler weiterhin völlig undurchsichtig und deshalb erhielt er das Verbot von Provokationen, die Krisen auslösen könnten, aufrecht.

## Verzögerte Anpassung des Dreimächtepaktes

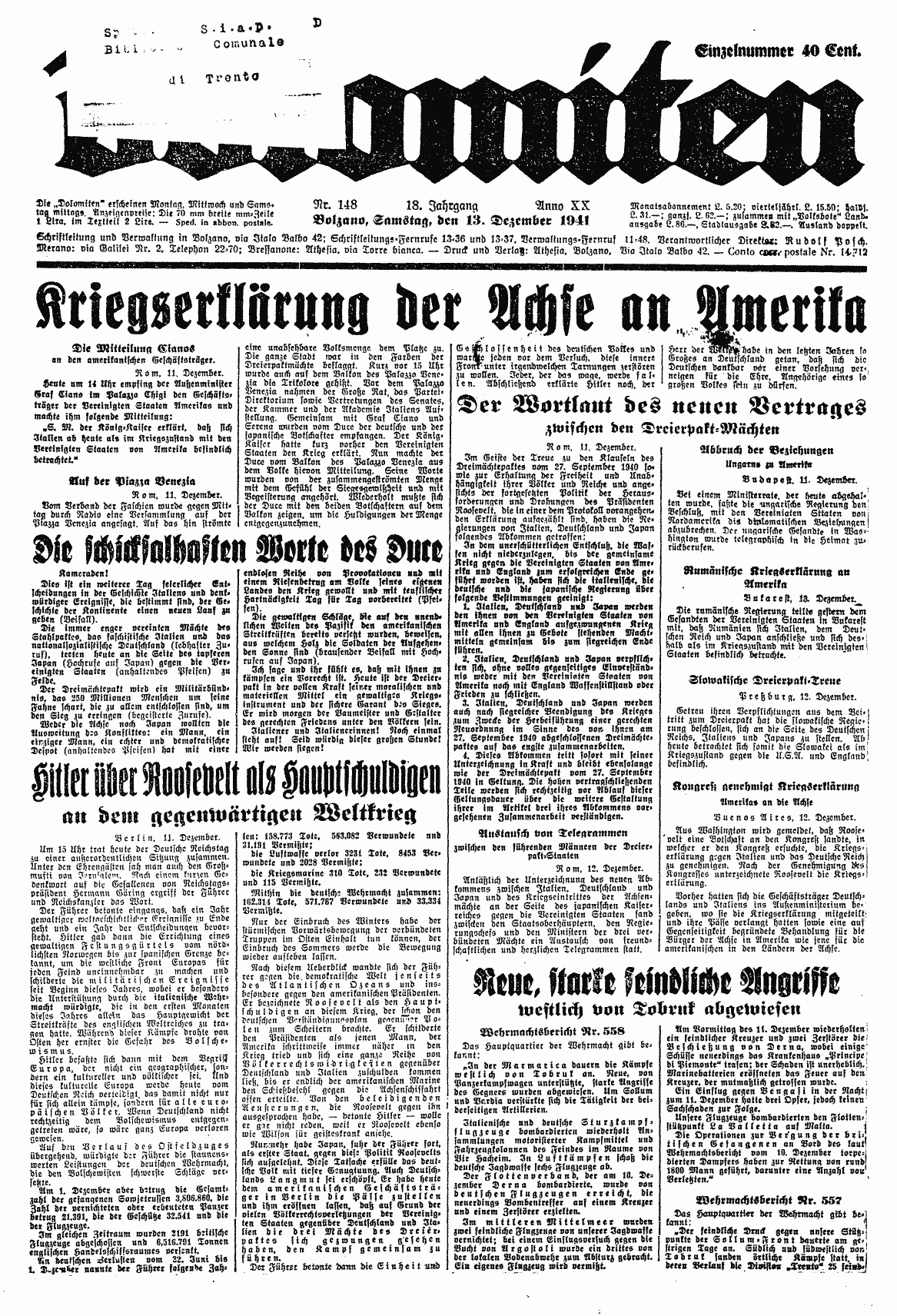
Kundmachung der Kriegserklärung in der gleichgeschalteten Tagespresse (Dolomiten vom 13. Dezember 1941)

Der Dreimächtepakt sah eine Beistandsverpflichtung nur für den Fall eines Angriffs auf einen Bündnispartner vor. Hitler hatte im April 1941 dem Außenminister Matsuoka die mündliche Zusage gemacht, dass Deutschland Japan in einem Konflikt mit den USA sofort zu Hilfe eilen würde. Am 5. November 1941 fühlte die japanische Marine über den deutschen Botschafter Eugen Ott vor, ob Deutschland bereit sei, Japan eine Rückversicherung für den Fall eines japanisch-amerikanischen Krieges zu geben und einen Sonderfrieden ausschließen würde. Die Zusicherung Hitlers war in der Zwischenzeit vergessen oder ignoriert worden. Es begann ein hektischer Notenwechsel, um eine Zusicherung zu erreichen, dass Deutschland Japan beistehen würde, wenn es zur „Selbsthilfe“ gegen Amerika greifen müsste. Am 26. November stach ein japanischer Schiffsverband in See, um Pearl Harbor anzugreifen. Am 30. November versicherte Botschafter Ott dem japanischen Außenminister Togo, dass Deutschland zu Japan stehen werde. Vor der Ausarbeitung einer förmlichen Vereinbarung musste Ribbentrop aber noch Hitlers Einverständnis einholen. Dieser war aber tagelang bei Frontbesuchen nicht erreichbar und stimmte erst am 4. Dezember zu. Am selben Tag informierte Ribbentrop auch Mussolini, der ebenfalls zustimmte und sich freute, dass man zum „Krieg der Kontinente“ kommen werde. Staatssekretär von Weizsäcker rechnete mit dem Abschluss der Verhandlungen bis 6. Dezember, doch es gab noch weitere Einzelheiten zu klären. Als Deutschland und Italien vom japanischen Überfall auf Pearl Harbor erfuhren, waren sie daher aus dem noch bestehenden Vertrag nicht zu einem Kriegseintritt verpflichtet. Eine endgültige Vertragsfassung lag erst am 10. Dezember vor und wurde am 11. Dezember von Ribbentrop, Oshima und Dino Alfieri unterzeichnet.

## Nach Pearl Harbor

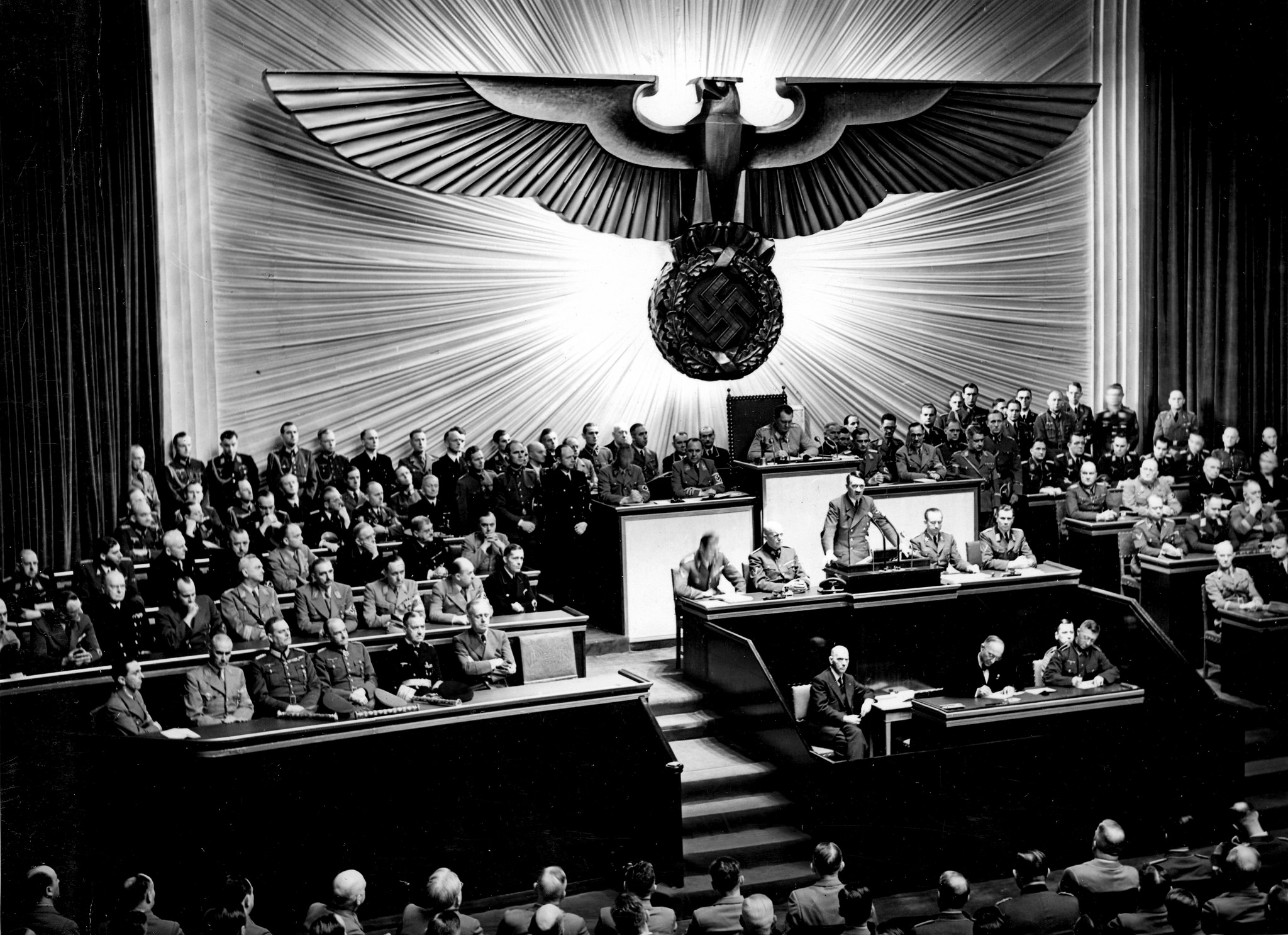
Reichstagsrede Hitlers am 11. Dezember 1941

In der Nacht vom 8. auf den 9. Dezember hob Hitler die Einschränkung an die Kriegsmarine auf, keine amerikanischen Schiffe anzugreifen. Freizonen und amerikanische Flaggen würden nicht mehr respektiert. Durch den Zufall, dass der Dreimächtepakt noch nicht geändert war, hätte Hitler noch zu diesem Zeitpunkt ohne Kriegserklärung an die USA zufrieden sein können, dass diese ihre Kräfte vom Nordatlantik in den Pazifik umleiten würden und ansonsten das angespannte Verhältnis zu den USA aufrechterhalten können. Hitler wollte aber nicht passiv bleiben, sondern ohne jede Beratung eine vollgültige Kriegserklärung an die USA aussprechen. Zur öffentlichkeitswirksamen Verkündung der Kriegserklärung ließ Hitler die anstehende Reichstagssitzung um einen Tag auf den 11. Dezember 1941 verschieben.

## Text der deutschen Kriegserklärung
Am 11. Dezember 1941 überreichte Reichsaußenminister Joachim von Ribbentrop hierzu eine diplomatische Note an den Geschäftsträger der USA in Berlin, Leland Burnette Morris:

„Herr Geschäftsträger!
Nachdem die Regierung der Vereinigten Staaten von Amerika von Ausbruch des durch die englische Kriegserklärung an Deutschland vom 3. September 1939 heraufbeschworenen europäischen Krieges an alle Regeln der Neutralität in immer steigendem Maße zugunsten der Gegner Deutschlands auf das Flagranteste verletzt, sich fortgesetzt der schwersten Provokationen gegenüber Deutschland schuldig gemacht hat, ist sie schließlich zu offenen militärischen Angriffshandlungen übergegangen. Am 11. September 1941 hat der Herr Präsident der Vereinigten Staaten von Amerika öffentlich erklärt, daß er der amerikanischen Flotte und Luftwaffe den Befehl gegeben habe, auf jedes deutsche Kriegsfahrzeug ohne weiteres zu schießen. In seiner Rede vom 27. Oktober ds. Js. hat er noch ausdrücklich bestätigt, daß dieser Befehl in Kraft sei. Gemäß diesem Befehl haben seit Anfang September ds. Js. amerikanische Kriegsfahrzeuge deutsche Seestreitkräfte systematisch angegriffen. So haben amerikanische Zerstörer, z. B. die ‚Greer‘, die ‚Kearny‘ und die ‚Reuben James‘, planmäßig das Feuer auf deutsche U-Boote eröffnet. Der Staatssekretär der amerikanischen Marine, Herr Knox, hat selbst bestätigt, daß amerikanische Zerstörer deutsche U-Boote angegriffen haben. Ferner haben die Seestreitkräfte der Vereinigten Staaten von Amerika auf Befehl ihrer Regierung deutsche Handelsschiffe auf dem offenen Meere völkerrechtswidrig als feindliche Schiffe behandelt und gekapert. Die Reichsregierung stellt daher fest:
Obwohl sich Deutschland seinerseits gegenüber den Vereinigten Staaten von Amerika während des ganzen gegenwärtigen Krieges streng an die Regeln des Völkerrechts gehalten hat, ist die Regierung der Vereinigten Staaten von Amerika von anfänglichen Neutralitätsbrüchen endlich zu offenen Kriegshandlungen gegen Deutschland übergegangen. Sie hat damit praktisch den Kriegszustand geschaffen. Die Reichsregierung hebt deshalb die diplomatischen Beziehungen zu den Vereinigten Staaten von Amerika auf und erklärt, daß sich unter diesen durch den Präsidenten Roosevelt veranlassten Umständen auch Deutschland von heute ab als im Kriegszustand mit den Vereinigten Staaten von Amerika befindlich betrachtet.
Mit vorzüglicher Hochachtung
Ribbentrop, 11. Dezember 1941“

## Folgen

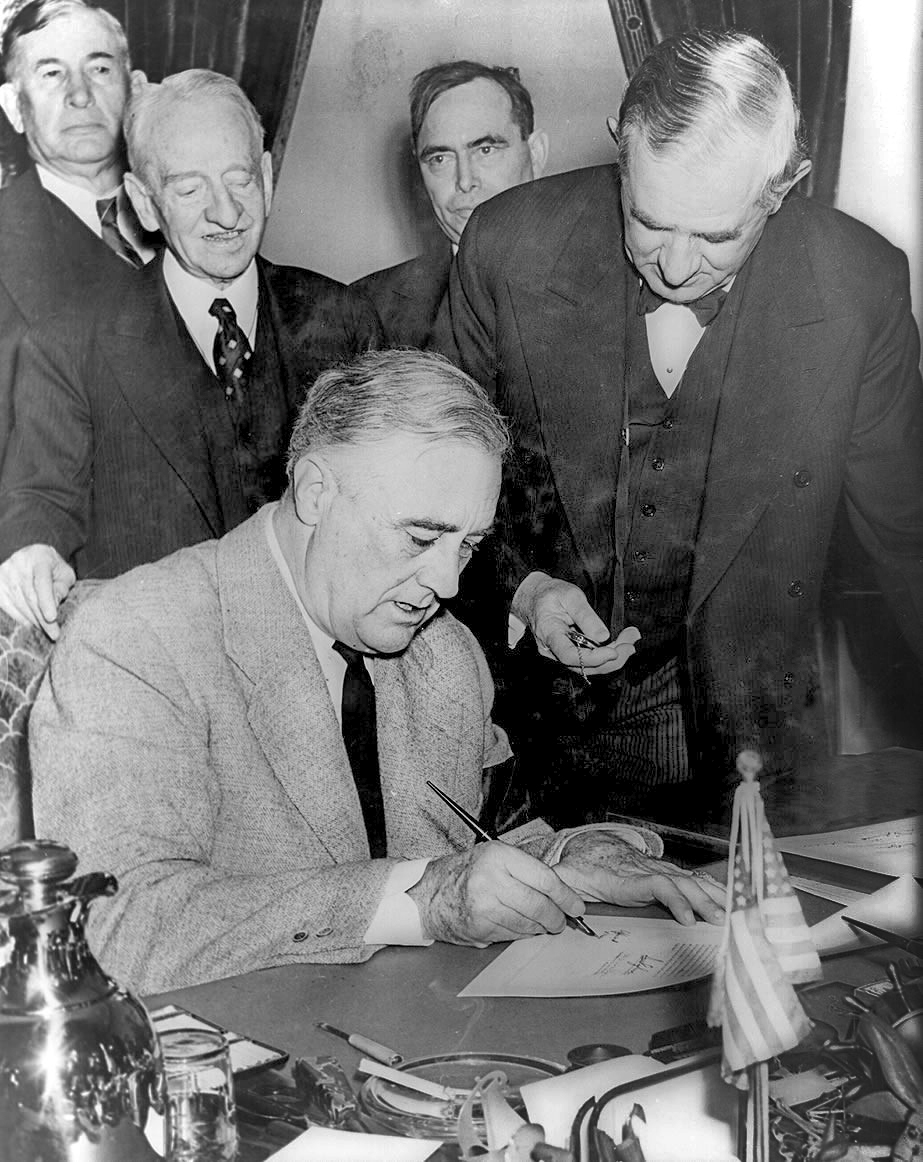
Roosevelt unterzeichnet Kriegserklärung an Deutschland, 11. Dezember 1941

US-Generalstabschef Marshall und Admiral Stark hatten bereits am Tag von Pearl Harbor Kriegspläne wie Rainbow 5 in Gang gesetzt, die Operationen gegen Deutschland den Vorrang gaben. Der Grundsatz des „Germany first“ wurde nach dem japanischen Angriff auf Pearl Harbor und den Kriegserklärungen Deutschlands und Italiens an die USA auf der ersten Kriegskonferenz der Anti-Hitler-Koalition im Januar 1942 trotz veränderter Rahmenbedingungen bestätigt. Das beruhte nicht auf dem Einfluss Churchills, sondern auf der geteilten Einschätzung der Verbündeten, dass das deutsche Produktions- und Wissenschaftspotential am gefährlichsten für die Allianz war.
Deutschland konnte sich nochmals von der Winterkrise vor Moskau erholen, wurde aber nach der Sommeroffensive in den Kaukasus in der Schlacht von Stalingrad und in Nordafrika zur Jahreswende 1942/43 geschlagen, während für Japan in der Schlacht um Midway im Juni 1942 und um Guadalcanal die Kriegswende im Pazifik kam. Der Kriegseintritt der Vereinigten Staaten veränderte das Kräfteverhältnis in Europa wie schon 1917 entscheidend. Gemeinsam mit den britischen Kräften im Westen und der materiellen Unterstützung der unaufhaltsamen Dampfwalze der Roten Armee im Osten wurde Deutschland eine vernichtende Niederlage beigebracht.

## Einschätzungen
Der Historiker Bernd Wegner schrieb, Hitler habe mit der Kriegserklärung „die Flucht nach vorn“ angetreten. Hitler konnte keinen Zweifel mehr daran hegen, dass Roosevelt mit allen Mitteln, notfalls auch mit einem offenen Kriegseintritt, gegen Deutschland zu kämpfen entschlossen war. Hitler wollte „lieber Initiator denn Adressat einer Kriegserklärung sein“, um seine Handlungsfreiheit und seine Bündnissolidarität mit Japan zu demonstrieren. Ian Kershaw schrieb in seinem 2007 veröffentlichten Buch, es sei ein charakteristischer gewagter Schachzug Hitlers gewesen. Dieser habe die Unvermeidbarkeit des Krieges mit den USA vorweggenommen und sei von vornherein zum Scheitern verurteilt gewesen.
Der französische Historiker Philippe Masson hielt zwei andere Gründe für Hitlers Entschluss ausschlaggebend: erstens den am 5. Dezember 1941 von der Chicago Tribune veröffentlichten geleakten Victory-Plan, der in Hitlers Augen die Vorbereitung der USA auf einen Krieg gegen Deutschland enthüllt habe, und zweitens das Drängen von Erich Raeder, im Verein mit Japan einen rigorosen Seekrieg (ohne Rücksicht auf neutrale Zonen und langwierige Identifizierungsprobleme) gegen die anglo-amerikanischen Mächte zu einem Zeitpunkt zu führen, wo die gigantische amerikanische Rüstungsmaschine noch nicht angeworfen war.
Eberhard Jäckel stellte die nach Andreas Hillgruber „geistreiche“ These auf, dass Hitler nach der Niederlage vor Moskau die USA gleichsam nach Europa hereinholen wollte, damit Deutschland nicht allein von der Sowjetunion besiegt worden wäre.
Klaus Schmider ist der Auffassung, dass die Schlüsselrolle bei der Entscheidungsfindung zur Kriegserklärung, der strategische Rohstoff Kautschuk bildete, der für die Aufrüstung unbedingt notwendig ist. Mit der Kriegseröffnung unterbrach Japan die Transportwege für Naturkautschuk und mit den Eroberungen in Südostasien fiel Japan 90 % der Weltversorgung an Naturkautschuk in die Hände. Damit war auch die US-Industrie von ihrer Versorgung abgeschnitten. Dies ging in die amerikanische Geschichte als „the rubber ‚mess’“ ein. Hitler glaubte nach Schmider das Kriegspotential der USA sei somit entweder paralysiert oder die USA seien gezwungen mit einer halbfertigen Armee in einem Kampf mit Japan um den Besitz von Südostasien zu treten. Dadurch könne er den Feldzug gegen die Sowjetunion 1942 ungestört wieder aufnehmen. Die USA begannen jedoch aus dem Nichts mit staatlichen Mitteln eine ganze Industrie für synthetischen Kautschuk aus dem Boden zu stampfen. Die I.G. Farben war mit der Produktion von Buna der Pionier für synthetischen Kautschuk und die USA stand vor der Herausforderung einen riesigen Vorsprung aufzuholen. Sorgfältig beobachteten das Auswärtige Amt, der SD und das Militär die amerikanischen Bemühungen eine Massenproduktion zu Stande zu bekommen. 1942 produzierte die amerikanische Industrie gerade mal 22.400 t künstlichen Gummi, nicht mehr als einen Tropfen auf den heißen Stein, aber 1943 bereits die Menge 234.300 t. Diese Verzehnfachung hatten nur Wenige für möglich gehalten.